# 竜山大輝
竜山大輝（たつやまだいき）は元アダルトゲームブランドであったNailの代表。元名・DEEZ、本名・鈴木大三。
2006年12月、氏が運営していたアダルトゲームブランドNailのゲームソフト開発業務が終了し、Nailが全年齢向けのサイトとしてリニューアルしたとき、「狩鬼道師ユーミの冒険」という小説企画の連載を発表すると共に、DEEZから竜山大輝に名義を変更した。なお、この時竜山はサイト上で「これで縦書きにも対応できます」ということを書き記していること。